# 少年時代 (マキャモン)
少年時代 （しょうねんじだい、Boy's Life）は、1991年に発表されたロバート・R・マキャモンによる推理・冒険・青春小説である。主人公・コーリーが目撃した殺人事件の犯人捜しを物語の主軸としながら、冒険や恋愛、父子の関係など、章ごとに異なるエピソードが連作短編のように紡がれ、1年を通じたコーリーの成長が描かれている。舞台は作者の出生地であるアラバマ州バーミングハム近郊の架空の街であり、コーリーは最終的にマキャモンと同じくアラバマ大学に進学し作家になること、大人になったコーリーの娘の名前はマキャモンの実娘の名と同じくスカイであると明かされるなど、作者・マキャモンの少年時代が色濃く投影された自伝的な側面を持つ。1991年度ブラム・ストーカー賞、1992年度世界幻想文学大賞ほか、多数の賞を受賞。

## あらすじ
1964年のアメリカ南部アラバマ州の小さな町・ゼファー。12歳の少年・コーリーは、まだ冬の気配の残る寒い朝、父の牛乳配達の手伝いをしている最中、サクソン湖に転落する車を目撃する。父は湖に飛び込み運転手の救出を試みるが、運転席にいた人物は手錠でハンドルと繋がれていたうえ、首をピアノ線で絞められ顔をひどく殴打され殺されていた。車は引き上げ不可能な湖の底に沈んでしまうが、小さな町にもかかわらず行方不明者の届け出はない。唯一の死体の身元の手掛かりは、父が目撃した運転手の肩にあった髑髏の入れ墨だけ。一方の犯人の手掛かりは、コーリーが湖畔で目撃した人影と、その人物が落としたと思われる緑色の羽根だけだった。
僅かな手掛かりをもとに、町に潜む異人を探すコーリーの旅が始まる。

## ストーリー

### 第1部 春の薄闇
1. 夜明け前
コーリーと父は、ある朝、牛乳配達の途中でサクソン湖に転落する車を目撃する。父は湖に飛び込むが、運転手はハンドルと手錠で繋がれたうえ、すでに息絶えていた。
2. 下の暗いところへ
保安官による捜査が始まるが、湖の底に沈んだ死体の身元は不明のままで、父はその残虐な殺害方法に苛まれる。
3. 侵略者(インヴェイダー)
仲間たちと火星人による地球侵略の映画『火星からの侵略者』を見たコーリーは、その夜、友人のベンとともに町の近くにほうき星が墜落するのを目撃し、映画が現実になったのではないかと恐怖に襲われる。しかし、コーリーたちが目撃した侵略者は思いもよらぬものだった。
4. 復活祭(イースター)の雀蜂
町に伝わるある言い伝えが実行されるが、今年の様子はいつもと違うようだった。一方、復活祭の日に教会に行くと、雀蜂の大群が押し寄せて…。
5. ある自転車の死
コーリーの相棒である自転車が壊れ、手違いでスクラップ工場に運ばれてしまう。コーリーはそこで、町に伝わる噂話の証拠を目撃する。
6. オールド・モーゼズの短い訪問
町が洪水に襲われ、黒人の部落が水没の危機にさらされる。一家は大雨の中土嚢積みの助けに出るが、殺人事件があった日、その湖畔でコーリーが目撃した怪しい人影が姿を現す。さらには、町に伝わるある怪物が姿を現して…。
7. ザ・レディからの招き
洪水の際に黒人の部落を助けたお礼として、部落の長老的存在であるザ・レディから招待を受け、彼女の家を訪れる。母はザ・レディに、父がサクソン湖で殺された男の夢に悩まされていることを相談する。

### 第2部 悪魔と天使の夏
1. 学校が終わる日
終業式の日、コーリーは教師のミセス・ネヴィルから重要な助言をもらう。放課後、コーリーとその親友であるデイヴィー・レイ、ベン、ジョニーの四人は、夏の始まりの秘密の儀式を行う。
2. 床屋で聞いた話
床屋に行ったコーリーは、町を牛耳るギャング・ブレイロック一家の悪事を耳にする。また、OK牧場の決闘に関するキャンディスティック・キッドという人物の話を耳にする。
3. 少年とボール
新しい自転車《ロケット》を手に入れたコーリーは、町に越してきた剛腕を持つ吃音症の少年・ネモを野球チームに入らないかと勧誘するが、ガキ大将のブランリン兄弟に吃音を揶揄われて痛めつけられてしまう。
4. アイ・ゲット・アラウンド
町ではザ・ビーチ・ボーイズの『アイ・ゲット・アラウンド』が流行するが、一部の保守的な人たちはその歌を受け入れようとしない。一方、ザ・レディの家の前で十字架が燃され…。
5. ようこそ、魔王（ルシファー）
コーリーは、町の黒人差別の問題と直面する。一方、暴走した牧師の演説によって、ある厄災が町に降りかかる。
6. ネモのお母さん、そしてジェイバードとの一週間
コーリーは誕生日にタイプライターを手に入れる。ネモを取り巻く過酷な環境と対面する。そして一週間、祖父・ジェイバードの家に泊まることになるが、傍若無人な祖父にコーリーは振り回され…。
7. キャンプに行く
コーリーは親友たちとキャンプへ行くが、夜中、町を牛耳るギャングのブレイロック一家とクー・クラックス・クランの闇取引を目撃してしまい窮地に陥る。
8. チリ・ウィロー
ブレイロック一家から逃げ、山の中を当て所もなく彷徨うコーリーは、助けてくれたある少女に恋をする。
9. 夏の終わり
ゼファー文芸コンテストに応募したコーリーは、三位に入賞する。一方、ある人物との別れ際、不思議な光景を目撃する。

### 第3部 燃える秋
1. 緑色の羽根飾りの帽子
殺人事件の際に拾った緑色の羽根を彷彿とさせる羽根飾りがついた帽子を持っている人物とコーリーは接触するが、事態は思わぬ方向へと進む。
2. 魔法の箱
文芸コンテストの授賞式が行われ、コーリーは自作の小説の朗読に挑む。授賞式の場で、コーリーが見る四人の女の子（英語: 16th Street Baptist Church bombing）の不思議な夢について、ザ・レディに相談するが…。
3. ヴァーノンとの夕食
コーリーの小説に感銘を受けた町の資産家・ヴァーノンから夕食の招きを受けるが、そこで出された夕食は一風変わっていて…。
4. ファイブサンダースの怒り
ショー・アンド・テル(展示と説明)の日、ジョニーが収集していた矢尻のコレクションをブランリン兄弟にばらまかれてしまう。嫌がらせを受けたコーリーたちは、一世一代の対決を行う。
5. 診療番号三四三二
愛犬・レベルが交通事故に遭い瀕死となるが、コーリーの想いがある奇跡を起こす。しかし、それによってコーリーは難しい決断に迫られる。
6. 車を駆る死者
殺人事件の犯人に関する仮説を確かめていたコーリーは、ひょんなことからブレイロック一家による誘拐に巻き込まれ、町で起こったある事故の悲しい真実を知る。
7.ゼファー版"真昼の決闘"(ハイ・ヌーン)
ブレイロック一家を郡保安官に引き渡すことになるが、引き渡しの際の護衛である保安官補の任務を町の男は誰も引き受けようとしない。コーリーはそんな父を見て"腰抜け"だと罵ってしまう。ザ・レディの夫・ムーンマンや、老ガンマンのキャンディスティック・キッドが現場に向かうが、引き渡すまいとするブレイロック一家との撃ち合いが起こってしまい…。
8.失われた世界(ロスト・ワールド)より到来
ゼファーに移動遊園地がやってくるが、コーリーたちはそこで、いるはずのない『失われた世界より到来』したある生物を目撃する。

### 第4部 冬の冷酷な真実
1. 孤独な旅人
近隣にスーパーマーケットができたことで、父は牛乳配達の職をクビになる。一方、コーリーは殺人事件の犯人に繋がる手掛かりを手に入れる。そして、ある人物が狩りに出て事故に遭い…。
2. 信じること
身近な人物の死を受け入れられないコーリーは、学校で問題を起こしてしまう。夜中、家を抜け出し墓標を前に覚悟を決めると、町を出ることにする。
3. キルトの端切れ
学校では、コーリーの問題の原因となった教師がブレンダ・サトリーの手によって報復に遭う。コーリーは、殺人事件の際に拾った緑色の羽根が何の物であるかを突き止める。
4. ムールトリーさんの城
クリスマス、黒人部落であるブルートン地区には公民権博物館が完成し、ザ・レディによってコーリーたちはそのレセプションパーティーに招かれる。その展示物の中に、コーリーはある手掛かりを見つける。そんな中、町に隣接する空軍基地から爆弾が誤投下され、いつ爆発するとも限らない爆弾にゼファーの町は混乱に陥る。更には、町に潜むクー・クラックス・クランも爆弾を仕掛けていて…。
5. 血の十六滴
殺人事件の犯人を突き止めるため、父はザ・レディの元を訪れる。そこで、肩に髑髏の入れ墨のある男がしようとしていたことについて、明らかになる。さらに、ザ・レディは犯人の手掛かりとなる重要なヒントを呈示するが…。
6. わが町の異人
コーリーと父は、それぞれ別な手掛かりを元に犯人を突き止めるが、犯人の抵抗により危機に陥る。

### 第5部 いまのゼファー
コーリーは久々にゼファーを訪れ、意外な人物たちと出会う。

## 登場人物
コーリー・マッケンソン
主人公。12歳の少年。モンスターをこよなく愛する。小説を書くことを趣味にしている。
デイヴィー・レイ・キャラン
コーリーの親友。ほかの仲間を揶揄うのが好きなフリーク・マニア。
ベン・シアーズ
コーリーの親友。丸々と太っている。父親がブレイロック一家の密造酒に手を出している。
ジョニー・ウィルソン
コーリーの親友。インディアンの血を引き、物静かで本の虫。矢尻をコレクションしている。
トム・マッケンソン
コーリーの父。牛乳配達を生業としている。殺人事件を目撃して以降、被害者の男が出てくる夢に悩まされている。
レベッカ・マッケンソン
コーリーの母。常に何かの心配をしている。ザ・レディを恐れるトムとは反対に、彼女が助けになることをいち早く見抜いている。
ブレンダ・サトリー (ザ・デーモン)
コーリーの級友。化学に素養がある。奇怪な工作物を作成したり、度が過ぎる悪戯から気味悪がられている。
ゴーサ・ブランリン、ゴード・ブランリン
ガキ大将の兄弟。
ビッガン・ブレイロック、ドニー・ブレイロック、ボーディーン・ブレイロック、ウェイド・ブレイロック
町を根城にするギャングの一家。密造酒の製造や違法賭博、売春宿の経営などを行っている。
ネモ・カーリス
天才野球少年。吃音がある。
ザ・レディ
黒人部落のブルートン地区に住む、魔術を使うとされる百六歳の黒人の老女。信心深く聡明で、コーリーを助言で導く。
ヴァーノン・サクスター
ゼファーの町一番の金持ちの風変わりな息子。過去に一冊、小説を出版している。変わった服装で町に姿を現す。

## 受賞歴
- 1991年度ブラム・ストーカー賞受賞
- 1992年度世界幻想文学大賞受賞
- 日本冒険小説協会大賞 第14回 大賞
- このミステリーがすごい! 1996年海外編第2位
- このミステリーがすごい! 10周年ベスト・オブ・ベスト海外編第4位
- このミステリーがすごい! 20周年ベスト・オブ・ベスト海外編第7位

## 書誌情報
- 『少年時代』上下巻、文藝春秋 - 1995年3月1日発売、ISBN 978-4163154107、ISBN 978-4163154206
- 『少年時代』上下巻、文春文庫 - 1999年2月1日発売、ISBN 978-4167254360、ISBN 978-4167254377
- 『少年時代』上下巻、ヴィレッジブックス - 2005年7月1日発売、ISBN 978-4789726078、ISBN 978-4789726085